# Sandro Chia

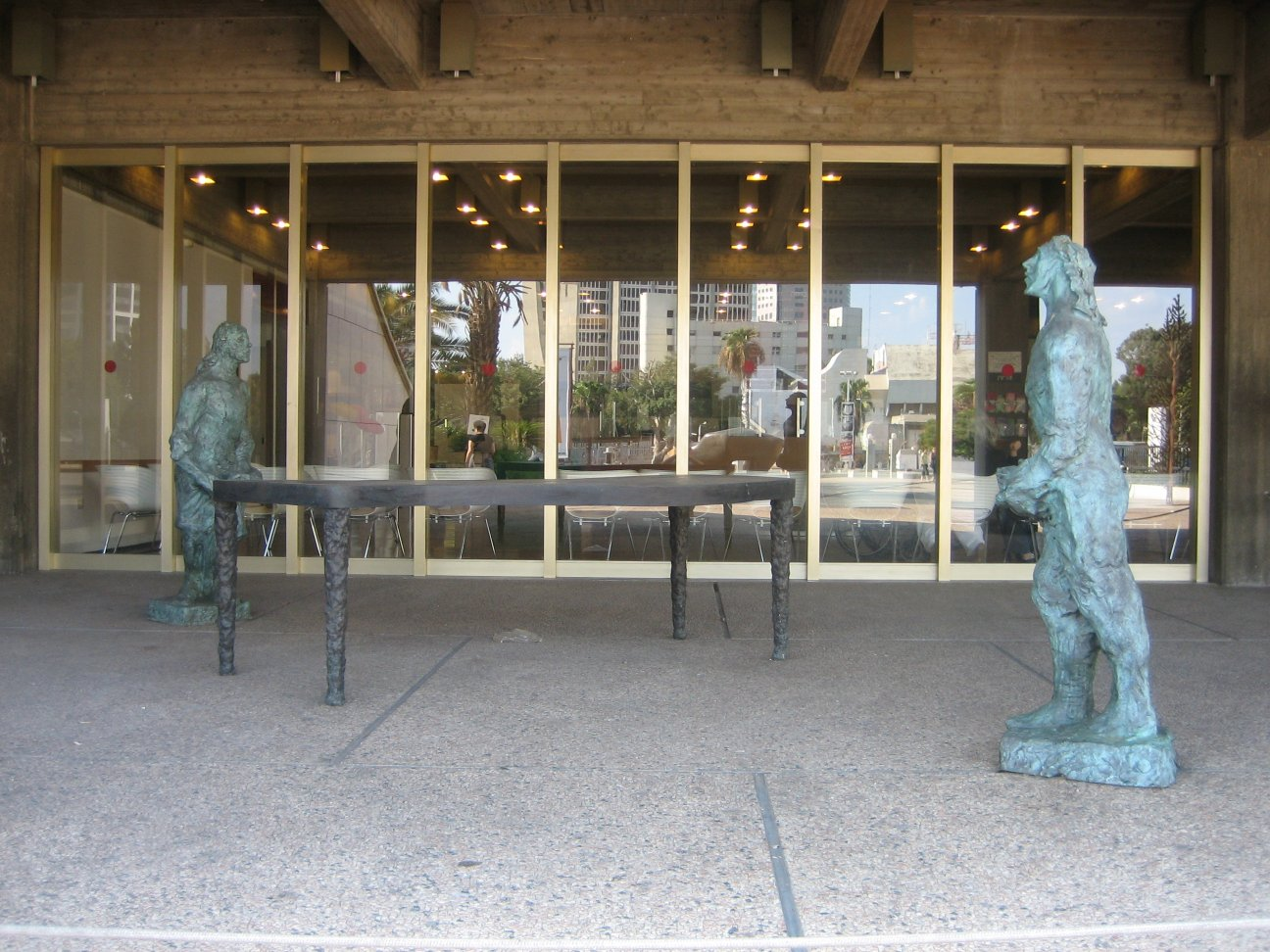
Table of Peace, Tel Aviv Museum of Art

Sandro Chia (* 20. April 1946 in Florenz) ist ein zeitgenössischer italienisch-US-amerikanischer Künstler. Er ist neben Enzo Cucchi und Mimmo Paladino einer der Hauptvertreter der postmodernen italienischen Transavantgarde (ital.: Transavanguardia), die erstmals Mitte der 1970er Jahre ans Licht der Öffentlichkeit trat.
Er beschloss bereits als Kind, Maler zu werden und studierte später am Istituto d' Arte in Florenz und an der Accademia di Belle Arti.  Er unternahm zahlreiche Reisen nach Indien, in die Türkei sowie durch ganz Europa.
Chia ließ sich 1970 in Rom nieder und entwickelte seine eigene Art der Konzeptkunst. Er bekam 1980 ein Stipendium der Stadt Mönchengladbach. Anschließend ging Chia nach New York. Er pendelte, ähnlich wie sein Künstlerkollege Francesco Clemente, ständig zwischen den USA und seinem Heimatland Italien. Seine erste Ausstellung bestritt er in der Sperone Westwater Gallery unter Anerkennung anderer renommierter Künstler wie z. B. Andy Warhol.
Sandro Chia besitzt ein eigenes Weingut, das Castello Romitorio in Montalcino. Die Etiketten für seine Weine entwirft er selbst.

## Werk
Sandro Chia schöpft in seiner Bildsprache aus einem eklektizistischen Fundus und zitiert in seinem Werk gern früheren Kunstepochen und Strömungen, wie beispielsweise den italienischen Manierismus, den Kubismus, den Futurismus oder den Fauvismus.
Chia bevorzugt eine pointenhafte und expressive Farbigkeit, die andere Künstler der italienischen Transavantgarde und der Arte Cifra in ihren archaisch oft monochrom-erdigen Sujets kontrapunktiert. Als Motiv wählt er mit Vorliebe Zyklopen, Zentauren oder Heilige und persifliert auch gern religiöse Schriften.